# 孟雁君
孟雁君（？—），山西太谷人，中华人民共和国英语教育家，中国民主促进会中央委员会原常务委员，第六届、七届全国政协委员。

## 生平
1967年毕业于北京师范学院英语系。1970年至1991年任怀柔一中英语教师，1991年被评为北京市特级教师。